# سومالی مام
سومالی مام (زاده ۱۹۷۰ یا ۱۹۷۱) فعال حقوق بشر در کامبوج است. او علیه تجارت زنان در آسیا (صنعت روسپی‌گری) مبارزه می‌کند و به همین دلیل برنده جایزه منزلت انسانی رولاند برگر از آلمان شده‌است که در ۲۴ نوامبر ۲۰۰۸ به دست ریاست جمهوری آلمان به وی اهدا می‌شود. زندگینامه سومالی مام با نام سکوت بی‌گناهی کتابی پرفروش شده‌است.
سومالی مام در نوجوانی به روسپی‌خانه‌ای در کامبوج فروخته شد اما بعداً با کمک مردی که با وی ازدواج کرد توانست از این تجارت خارج شود. سپس خود به فعال حقوق زنان تبدیل شد و سازمانی برای حمایت از زنان در اضطرار تأسیس کرد.

## زندگی‌نامه
مام از یک خانواده اقلیت قبیله ای در استان موندولکیری، کامبوج متولد شد. مام توسط روزنامه‌نگارانی که در کامبوج کار می‌کنند مورد تحقیق قرار گرفت.: 2 

## فعالیت‌های خیریه
مام به عنوان یک کارمند مراقبت‌های بهداشتی با پزشکان بدون مرز کار می‌کرد.
در سال ۲۰۰۷ مام مشترکاً بنیاد سومالی مام را تشکیل داد که برای کمک به زنانی بود که مورد تعدی قرار گرفته بودند.

## جایزه‌ها
جوایز شاهدخت آستوریاس در سال ۱۹۹۸
جایزه قهرمان CNN در سال ۲۰۰۶

جلد کتاب سکوت بی‌گناهی

انتخاب به عنوان ""زن سال"" مجله گلامور در سال ۲۰۰۶
حمل کننده پرچم در مراسم افتتاحیه بازی‌های المپیک زمستانی ۲۰۰۶، تورینو، ایتالیا
دریافت دکتری افتخاری از دانشگاه رجیس در سال ۲۰۰۷
جایزه انسانیت رونالد برگر در سال ۲۰۰۸
جایزه جهانی حقوق کودکان در سال ۲۰۰۸
۱۰۰ فرد پر نفوذ دنیا از نطر مجله تایم در سال ۲۰۰۹
انتخاب به عنوان "" ۱۰۰ زن برجسته سال ۲۰۱۱ "" از طرف مجله گاردین
دریافت جایزه قهرمان مبارز با قاچاق انسان